# Asplenium complanatum
Asplenium complanatum är en svartbräkenväxtart som beskrevs av Carl Frederik Albert Christensen. Asplenium complanatum ingår i släktet Asplenium och familjen Aspleniaceae. Inga underarter finns listade.